# The Hardy Boys (série télévisée d'animation)
Pour les articles homonymes, voir The Hardy Boys.
The Hardy Boys est une série télévisée d'animation américaine en 17 épisodes de 24 minutes (deux segments par épisode) produite par Filmation et diffusée du 6 septembre au 27 décembre 1969 sur le réseau ABC.
Cette série est inédite dans tous les pays francophones.

## Synopsis
Joe et Frank Hardy sont deux jeunes chanteurs en tournée avec leurs amis Chubby Morton, Wanda Kay Breckenridge et Pete Jones. Alors qu'ils parcourent le pays pour leurs concerts, ils résolvent aussi de nombreux mystères. 

## Distribution

### Voix originales
- Byron Kane : Joe Hardy / Fenton Hardy
- Dallas McKennon : Frank Hardy / Chubby Morton / Pete Jones
- Jane Webb : Wanda Kay Breckenridge

## Épisodes
1. Footprints Under the Window
2. Hunting for Hidden Gold
3. Mystery of the Desert Giant
4. The Viking Symbol Mystery
5. The Secret of the Old Mill
6. The Missing Chums
7. The Secret Warning
8. The Mystery of the Aztec Warrior
9. The Mystery of Cabin Island
10. The Hidden Harbor Mystery
11. The Secret of the Caves
12. A Figure in Hiding
13. The Ghost at Skeleton Rock
14. The Mystery of the Chinese Junk
15. The Shore Road Mystery
16. The Sign of the Crooked Arrow
17. What Happened at Midnight
18. The Clue in the Embers
19. The Clue of the Screeching Owl
20. The Yellow Feather Mystery
21. The House on the Cliff
22. Mystery of the Spiral Bridge
23. The Mystery at Devil's Paw
24. The Haunted Fort
25. The Sinister Signpost
26. The Melted Coins
27. The Mark on the Door
28. The Flickering Torch Mystery
29. The Secret of Wildcat Swamp
30. The Clue of the Broken Blade
31. The Hooded Hawk Mystery
32. The Short Wave Mystery
33. The Phantom Freighter
34. The Secret of Pirates Hill